# Pierre-Simon Ballanche
Pierre-Simon Ballanche, född 4 augusti 1776 i Lyon, död 12 juni 1847 i Paris, var en fransk diktare samt kontrarevolutionär filosof i den teokratiska skolan, som utvecklade en mystisk språkfilosofi och historiesyn som förebådade och medverkade till födelsen av romantiken. Han tillhörde samma litterära kretsar som Chateaubriand och Madame de Staël.

## Biografi
Pierre Simon Ballanche arbetade först i sin faders tryckeri och bokhandel, men ägnade sig sedermera uteslutande åt författarskap, starkt påverkad av Franska revolutionens våld, massavrättningar, och samhällsförändringar. Hans första verk var Du sentiment considéré dans son rapport avec la littérature (1802), ett arbete som fullföljde Chateaubriands nyligen utgivna Génie du christianisme. 1812 lärde han känna Julie Récamier, flyttade strax därefter till Paris och deltog i hennes litterära salong vid l'Abbaye-aux-Bois.
I verk som Antigone (1814), Essais sur les institutions sociales ("Essä om sociala institutioner", 1818), Le Vieillard et le jeune homme ("Den gamle mannen och ungdomen", 1819), L'Homme sans nom ("Mannen utan namn", 1820) och Élégie ("Elegi", 1820), behandlade han idén att Franska revolutionen hade en gudomlig mening. Sådana uppfattningar var vanliga i kontrarevolutionära kretsar. Men till skillnad från andra religiösa tänkare vilka förlitade sig till Kyrkans tolkning av innebörden, utvecklade Ballanche en språkfilosofi. Enligt Ballanche innebar ett namngivande att på ett sätt deltaga i skapelsen av vad som namnges. Denna makt av språklig skapelse hade samma väsen som poesin, och han grundade en poetik om symboler som fick betydelse för dem som födde en ny uppfattning om poeten och om poesin som senare skulle kallas romantiken.

## Livsverket
Ballanches livsverk, som aldrig fullbordades, är känt under titeln Palingénésie. Idén till detta verk började gro under 1820-talet, och han meddelade att han ämnade skriva ett filosofisk-poetiskt epos över förfluten tid, samtiden och framtiden i verkets första del, Prolégomènes, som utgavs 1827. Där beskrev han sin ambition att skriva "den sanna historien om människosläktet." 
Första delen, L'orphee (1829), behandlade grekerna före kristendomen. Den andra delen, Formule générale de l'histoire de tous les peuples appliquée à l'histoire du peuple romain, aldrig fullbordad, skulle handla om romerska republiken och genom historiska fakta utvinna universella lagar. Fragment av den andra delen utgavs i utdrag från 1829 till 1834. Den tredje och sista delen, som aldrig heller blev klar, hade arbetsnamnet La Ville des expiations, av vilken han publicerade utdraget La Vision d'Hébal (1831). Den tredje delen skulle handla om det perfekta tillstånd som människan skulle uppnå. La Vision d'Hébal handlar om en hövding över en skotsk klan som har ett sjätte sinne och ger profetior om människans framtid. Ballanches tankar fortsatte att utvecklas under 1830- och 1840-talen, varmed han ändrade sina planer flera gånger. Verkets tillkomsthistoria är därför förvirrande och svår.
Ballanche var aldrig nöjd med något av de system för verket som han presterade. Turbulensen i Frankrike under 1800-talet gav honom löpande nya uppslag. Trots detta är det möjligt att urskilja element i hans tänkande och hans övergripande vision. 

## Filosofi
Ballanches högst originella system utarbetades ur hans uppfattning om att framsteg sker genom prövning. På sätt och vis är denna tanke en sekulär version av syndafallet och förlösningen, vilken anpassats till den evolutionära progressivismen - en "optimistisk teori om arvsynden och dess följder" för att tala med Paul Bénichou som har skrivit utförligt om Ballanches historiska betydelse i Le Sacre de l'écrivain (1973), Le Temps des prophètes (1977) and "Le Grand Œuvre de Ballanche", Revue d'histoire littéraire de la France (sept.–okt. 1975), samlade i Variétés critiques (1996).
Enligt Ballanche kunde vissa politiska auktoriteter - till exempel Ludvig XVI av Frankrike - vara dömda till undergång utan att de var förkastliga. Den historiesyn som han utvecklade och vilken han förmedlar i symboliska uttryck som många anser vara svåra, var att förflutna tider kunde äga sina egna rättfärdigheter och legitimiteter om så de hade förlorat rätten att finnas kvar.
Han jämförde sig själv med Janus, den tvehövdade guden i mytologin, eftersom han betraktade två olika håll på samma gång. Den tragiska historiesynen han hade var parad med förändringen, medan han tog i beaktande de medel som nådde fullföljande, framsprunget av ett oändligt behov av framtida förpliktelser.

## Betydelse
Ballanche besatt - och fortsätter besitta - ett svårtillgängligt gränsland mellan progressiva och kontrarevolutionära territorier. Han drömde om att vara den som skulle försona dessa båda stridande läger med varandra. Men detta skulle inte inträffa: hans syn på samhällsordningen som övernaturlig till sitt väsen var inte fattbar eller accepterad av dem till vänster, och hans villighet att erkänna legitimiteten i radikala förändringar fick inte gehör hos dem till höger.
I litterära kretsar blev han emellertid högt skattad, och han invaldes i Franska akademien 1841, sex år före sin död. Av de samtida intellektuella som ägnat honom studier finns Jean Jacques Ampère och Sainte-Beuve.